# Aubigny-les-Pothées
Aubigny-les-Pothées är en kommun i departementet Ardennes i regionen Grand Est (tidigare regionen Champagne-Ardenne) i nordöstra Frankrike. Kommunen ligger  i kantonen Rumigny som ligger i arrondissementet Charleville-Mézières. År 2022 hade Aubigny-les-Pothées 306 invånare.

## Befolkningsutveckling
Antalet invånare i kommunen Aubigny-les-Pothées
Referens: INSEE